# Utsiktens BK
Der Utsiktens Bollklubb ist ein schwedischer Fußballverein aus dem Göteborger Stadtteil Västra Frölunda. Die Wettkampfmannschaft spielte 2015 erstmals in der Spielklasse Superettan.

## Geschichte
Utsiktens BK gründete sich am 3. Mai 1935. Zunächst war die Handballmannschaft die erfolgreichste Abteilung, als sie zwischen 1938 und 1945 in der zweithöchsten Spielklasse antrat. 1972 wurde diese – mittlerweile nur noch im unterklassigen Bereich spielend – jedoch eingestellt.
Auch die Fußballer traten lange Zeit nur im unterklassigen Amateurbereich an, Ende der 2000er Jahre starteten sie jedoch – 2006 noch sechstklassig – einen Durchmarsch durch die Ligapyramide, der sie bis 2011 in die Drittklassigkeit führte. Dort etablierte sich die Mannschaft, ehe sie am Ende der Drittliga-Spielzeit 2014 als Meister der Südstaffel vor dem mehrfachen schwedischen Meister und Ortsrivalen Örgryte IS erstmals in die zweitklassige Superettan aufstieg. Der Liganeuling verpasste dort als Tabellenvorletzter der Spielzeit 2015 den Klassenerhalt.
In den folgenden Spielzeiten belegte der Klub stets Platzierungen in der oberen Tabellenhälfte der Division 1 Södra. Nach zwei dritten Plätzen in Folge gewann Utsiktens BK 2021 die Meisterschaft und stieg erneut in die Superettan auf, wo sie die Klasse hielt. In der Zweitligasaison 2023 verpasste die Mannschaft als Tabellendritter hinter Västerås SK und dem Lokalkonkurrenten GAIS den direkten Aufstieg in die Allsvenskan, qualifizierte sich jedoch damit für die Relegation. Hier erwies sich IF Brommapojkarna als zu hohe Hürde – das Hinspiel wurde zuhause mit 0:7 verloren, so dass ein 0:0-Remis im Rückspiel keine Auswirkungen mehr hatte.
Der Ruddalens IP ist die Heimspielstätte des Vereins.

## Trainer
- Glenn Hysén (2010–2012)
- Janne Carlsson (2013–2015)
- Mikael Hedlund (2015)
- Håkan Sandberg (2016)
- Bosko Orovic (2016–2017)
- Anders Dovblad (2017)
- Pierre Krantz (2018)
- Daniel Karlsson (2018)
- Stefan Rehn (2018–2019)
- Bosko Orovic (2019–)